# Большие Мильцы
Большие Мильцы — деревня в Печорском районе Псковской области России. Входит в состав сельского поселения «Новоизборская волость».
Расположена в 4 км к юго-западу от волостного центра, деревни Новый Изборск. Южнее находится деревня Малые Мильцы.

## Население
Численность населения деревни на конец 2000 года составляла 83 жителя.
| 2001 | 2002 | 2010 |
| ---- | ---- | ---- |
| 83   | ↘63  | ↘43  |